# سایمون سایمونی
سایمون سایمونی (انگلیسی: Simon Simoni؛ زادهٔ ۱۴ ژوئیهٔ ۲۰۰۴) بازیکن فوتبال اهل آلبانی است.
وی همچنین در تیم ملی فوتبال زیر ۲۱ سال آلبانی بازی کرده‌است.

## دوران باشگاهی
در ۱ ژانویه ۲۰۲۳، سیمونی با قراردادی چهار و نیم ساله برای باشگاه بوندسلیگا اینتراخت فرانکفورت امضا کرد.